# Hermannia woasi
Hermannia woasi är en kvalsterart som beskrevs av Pérez-Íñigo 1992. Hermannia woasi ingår i släktet Hermannia och familjen Hermanniidae. Inga underarter finns listade i Catalogue of Life.